# Martin Duberman
Martin Bauml Duberman (né le 6 août 1930) est un historien, biographe, dramaturge et militant américain pour les droits des homosexuels. Duberman est professeur émérite d'histoire au Lehman College du Bronx, à New York.

## Jeunesse
Duberman est né dans une famille juive. Son père, né en Ukraine, est initialement ouvrier manuel, mais fonde ensuite une entreprise de vêtements prospère qui vend des uniformes au gouvernement pendant la Seconde Guerre mondiale. Sa famille utilise l'argent pour déménager à Mount Vernon, New York, et envoyer Martin à la Horace Mann School, une école préparatoire privée d'élite. Il est ensuite diplômé du Yale College et de l'université Harvard.

## Activisme
En 1968, il signe l'engagement « Writers and Editors War Tax Protest » de refuser le paiement des impôts en signe de protestation contre la guerre du Vietnam. Il est emprisonné pour un sit-in de protestation au Sénat américain. Ses nombreux essais sur « La lutte noire », « La crise des universités », « La politique étrangère américaine » et « Genre et sexualité » sont rassemblés dans deux volumes de ses essais : The Uncompleted Past et Left Out: The Politics of Exclusion 1964-1999.
Il s'est révélé gay dans un essai (10 décembre 1972) dans le New York Times[réf. souhaitée]. Fondateur et conférencier principal de la Gay Academic Union (1973), il fonde et est le premier directeur (1986-1996) du Centre d'études lesbiennes et gays de la CUNY Graduate School[réf. nécessaire]. En 1997, il édite deux volumes, « A Queer World » et « Queer Representations », contenant des sélections de conférences du Centre. Il est également membre des conseils fondateurs du National Lesbian and Gay Task Force, du Lambda Legal Defence Fund et de Queers for Economic Justice.[réf. nécessaire]

## Travaux
Il a écrit plus de 25 livres sur des sujets tels que James Russell Lowell (finaliste du National Book Award en 1966), Charles Francis Adams, Sr. (lauréat du prix Bancroft en 1961), Black Mountain College dans le livre Black Mountain : An Exploration in Community, Paul Robeson, les émeutes de Stonewall, Howard Zinn et l'affaire Haymarket. The Martin Duberman Reader -2013 et les mémoires Cures: A Gay Man's Odyssey. Son livre de 2007 , The Worlds of Lincoln Kirstein, est finaliste pour le prix Pulitzer.
La pièce de Duberman In White America remporte le Drama Desk Awards de la meilleure production hors Broadway en 1963[réf. nécessaire]. Deux de ses autres pièces, Visions of Kerouac (sur l'écrivain Jack Kerouac ; Little Brown, 1977) et Mother Earth (sur la militante Emma Goldman ; St. Martins Press, 1991) sont produites à plusieurs reprises. Une anthologie de ses pièces, Radical Acts: Collected Political Plays (The New Press, 2008), comprend celles mentionnées, ainsi que Posing Naked.
Duberman édite (1994-1997) deux séries (un total de 14 livres), « La vie d'hommes gays et de lesbiennes notables » et « Problèmes dans la vie gay et lesbienne ». Il remporte également trois prix Lambda : un pour Hold Tight Gently : Michael Callen, Essex Hemphill nd the Battlefield of AIDS en 2015, et deux pour Hidden from History : Reclaiming the Gay and Lesbian Past, une anthologie qu'il a co-éditée ; un prix spécial de l'Académie américaine des arts et des lettres pour ses « contributions à la littérature ».
En 2012, l'Amherst College lui décerne un doctorat honorifique en lettres humaines. Il reçoit un doctorat honorifique en lettres de l'Université Columbia en mai 2017.
Le roman de Duberman, Jews Queers Germans, est publié par Seven Stories Press en mars 2017. Son roman le plus récent, Luminous Traitor: The Just and Daring Life of Roger Casement, a Biographical Novel, est publié par University of California Press en novembre 2018.
Ses mémoires de 2023, Reaching Ninety, sont présélectionnées pour le Lambda Literary Award 2024 pour Gay Memoir or Biography.

## Publications
- In White America, 1965
- Paul Robeson: A Biography, 1989
- Stonewall, 1993
- Black Mountain: An Exploration in Community, 1993
- Left Out: A Political Journey, 1999
- Haymarket: A Novel, 2004
- The Worlds of Lincoln Kirstein, 2007
- Radical Acts: Collected Political Plays, The New Press, 2008
- Howard Zinn: A Life on the Left, 2012
- Hold Tight Gently: Michael Callen, Essex Hemphill, and the Battlefield of AIDS, New Press, 2014
- Jews Queers Germans, Seven Stories Press, 2017
- Has the Gay Movement Failed?, 2018
- Luminous Traitor: The Just and Daring Life of Roger Casement, a Biographical Novel, University of California Press, 2018
- Naomi Weisstein: Brain Scientist, Rock Band Leader, Feminist Rebel, Levellers Press, 2020
- Andrea Dworkin: The Feminist as Revolutionary, The New Press, 2020
- Reaching Ninety, Chicago Review Press, 2023